# Lisbeth Pahnke
Lisbeth Pahnke, verheiratete  Airosto, (* 1945) ist eine schwedische Kinder- und Jugendbuchautorin.

## Leben
Pahnke begann als 11-Jährige in einem Reitstall in Sundsvall mit dem Reiten. Sie wollte als Kind Schriftstellerin werden und beteiligte sich 1964 an einem Schreibwettbewerb des schwedischen Verlages Rabén & Sjögren und reichte ein Pferdebuch über das Mädchen Britta und sein Pony Silber (im Original Silver) ein, das der Verlag annahm, wenn sie sich bereit erkläre, es zu kürzen. Der Text erschien zwei Jahre später aufgeteilt in den zwei Bänden Britta reitet die Hubertusjagd und Britta und ihr Pony. Daraus entwickelte sich eine im Original 14-bändige Serie, die ins Deutsche, Holländische, Finnische, Norwegische, Dänische und brasilianisches Portugiesisch übersetzt wurde. Einige der Bände erreichten in Deutschland bis zu 60 Auflagen. Das Welsh-Pony Silber basiert auf ihrem eigenen Pony Sammy, auch das Gotland-Pony Lilleman und der Reitlehrer Onkel Magnus haben reale Vorbilder. Neben der Britta-Reihe verfasste sie weitere Pferdebücher und Kurzgeschichten, wobei sie alle Texte per Hand schrieb und später abtippen ließ.
Pahnke studierte neben ihrer Schriftstellertätigkeit in Uppsala und arbeitete einige Jahre als Reitlehrerin in Sundsvall. Heute arbeitet sie als Journalistin für die Zeitschrift Ridsport und als Übersetzerin. Sie ist verheiratet und hat drei Kinder. Sie lebt in Vetlanda als aktive Reiterin mit eigenem Stall.

## Bücher
- Britta rider Hubertusjakt, 1966 (Britta reitet die Hubertusjagd)
- Britta och Silver, 1966 (Britta und ihr Pony)
- Britta sadlar sin Silver, 1967
- Britta och Silver får en chans, 1968
- Britta och Silver tävlar, 1968 (Britta siegt auf Silber)
- Brittas nya häst, 1969 (Britta als Pferdebursche)
- Britta, Silver och fölet, 1970 (Britta, die Reitlehrerin)
- Britta, Silver och Billy, 1971 (Britta siegt beim Springturnier)
- Britta och Silver på vinterritt, 1972 (Britta rettet ein Pferd )
- Britta och Silver på ridskolan, 1973 (Brittas Herz gehört den Pferden)
- En seger för Britta och Silver, 1974 (Britta reitet in den Sommer)
- Britta och Silver på ridläger, 1975 (Britta reitet in den Sommer, Britta sattelt um)
- Britta och Silver sadlar om, 1976 (Britta sattelt um)
- Britta och Silver får en vän, 1979 (Britta muß sich entscheiden)
- Sandra på Norrlövsta, 1983 (Gine – Ein Pferdehof in Schweden)
- Valpsommar, 1993